# Брекен, Эдди
Эдвард Винсент Брекен (англ. Edward Vincent Bracken, 7 февраля 1915, Астория, США — 14 ноября 2002, Монтклэр, США) — американский актёр. Брекен стал легендой голливудской комедии, сыграв в 1944 году главные роли в фильмах «Слава герою-завоевателю» и «Чудо в Морганс-Крик», и оба они были включены в Национальный реестр фильмов. В эти годы он также имел успех на Бродвее, выступая в таких пьесах, как «Слишком много девушек» (1941).
Более поздние кинороли Брекена включают работы в фильмах «Каникулы» (1983), «Оскар» (1991), «Один дома 2: Затерянный в Нью-Йорке» (1992) и «Новичок года» (1993).

## Жизнь и карьера

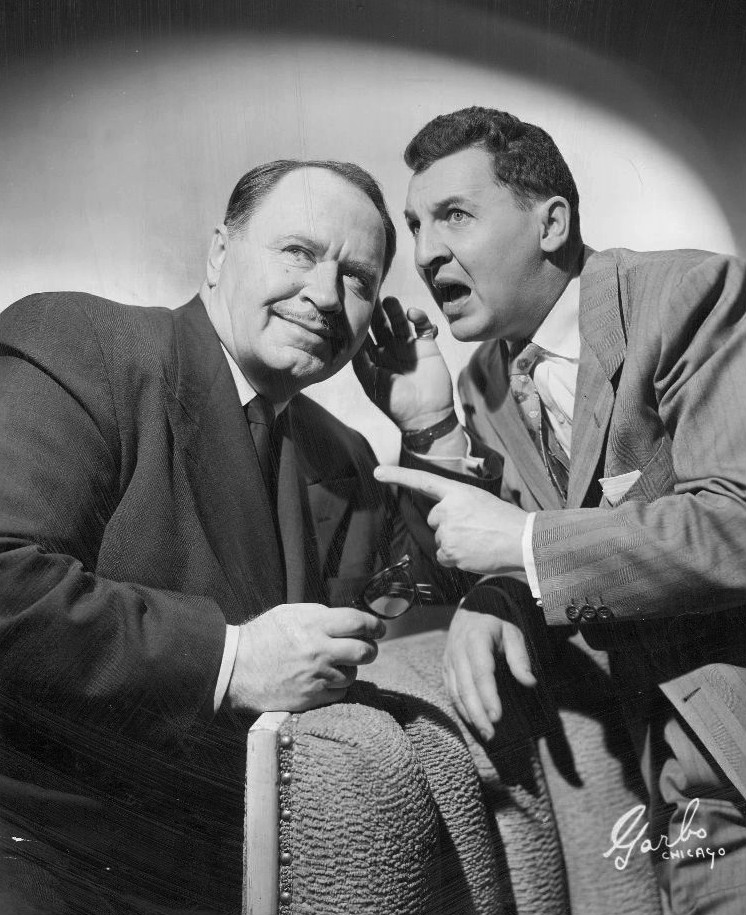
Говард Фриман и Эдди Брекен, 1954

Брекен родился в Астории, Квинс, Нью-Йорк, в семье Джозефа Л. и Кэтрин Брекен. В возрасте девяти лет он уже выступал в водевиле и получил известность после бродвейского мюзикла «Слишком много девушек» за ту же роль, которую сыграл позднее в кино, в экранизации 1940 года. До этого он снялся в короткометражном фильме под названием «The Kiddie Troupers» (один из многих, похожих на сериал «Наша банда»). В 1936 году Брекен добился успеха на Бродвее, сыграв главную роль в пьесе Джозефа Фиртеля «С гордостью приветствуем». Военная драма с Ричардом Кромвелем в главной роли стартовала с шумного успеха, но была закрыта уже после 14 представлений в Театре на 46-й улице.
В 1940-х годах режиссёр Престон Стёрджес пригласил Брекена в два своих самых любимых фильма: «Чудо в Морганс-Крик» вместе с Бетти Хаттон и «Слава герою-победителю». Благодаря популярности этих фильмов имя Эдди Брекена стало нарицательным в годы Второй мировой войны. Он вёл многочисленные радиопередачи и собственную программу, Шоу Эдди Брекена.
В 1953 году Брекен покинул Голливуд. Он появился на Бродвее в пьесах Shinbone Alley, Привет, Долли!, Странная Пара и Сахарные Детки. Его последнее появление на Бродвее состоялось в мюзикле Dreamtime режиссёра Дэвида Найлза в театре Эда Салливана в возрасте 77 лет.
Многочисленные телевизионные роли Брекена в период между 1952 и 2000 годами включают эпизод «Золотых девочек» в роли бывшего парня Роуз Найлунд из Сент-Олафа, а также эпизод «Сказки с Тёмной стороны», где он играет упрямого старика, который отказывается верить, что он умер. После почти тридцатилетнего отсутствия на экранах он вернулся в кино, чтобы играть характерные роли, в том числе симпатичного основателя тематического парка «Мир Уолли» Роя Уолли в «Каникулах» и владельца магазина, мистера Дункана в «Один дома 2: Затерянный в Нью-Йорке», Брекен также долгое время работал в Papermill Playhouse в Нью-Джерси, снимаясь в десятках спектаклей в 1980-х — начале 2000-х годов. Одним из главных достижений стало производство «Show Boat», в котором он сыграл капитана Энди Хокса. Эта постановка была показана на PBS в 1990 году. Он также сыграл эпизодическую роль в фильме Патрика Рида Джонсона 1994 года «Младенец на прогулке, или Ползком от гангстеров», одного из ветеранов в доме старого солдата.
Брекену довелось работать на съёмочной площадке с двумя актёрами, которые впоследствии стали президентами США; это были Рональд Рейган и Дональд Трамп. В частности, Брекен снялся в фильме «Девушка с Джонс-Бич» с Рейганом в 1949 году, за тридцать один год до того, как Рейган был избран президентом. Кроме того, Брекен и Трамп сыграли второстепенные роли в «Один дома 2: Затерянный в Нью-Йорке» в 1992 году, за двадцать четыре года до избрания президентом Трампа.

### Смерть
14 ноября 2002 года Брекен скончался в Глен-Ридже, штат Нью-Джерси, от осложнений, вызванных неизвестной операцией, в возрасте 87 лет. Его жена в течение 63 лет, Конни Никерсон, бывшая актриса, умерла в августе 2002 года, всего за три месяца до его смерти. Он встретил Конни, когда они вместе выступали в дорожной компании бродвейской пьесы «Что за жизнь» в 1938 году. На двоих у Эдди и Конни было пятеро детей: два сына (Майкл и Дэвид) и три дочери (Джуди, Кэролайн и Сьюзен).

### Голливудская Аллея славы
За вклад в радио и телевидение Брекен получил две звезды на Аллее славы в Голливуде, на Винной улице 1651 и Голливудском бульваре 6751 соответственно.